# Gettorget

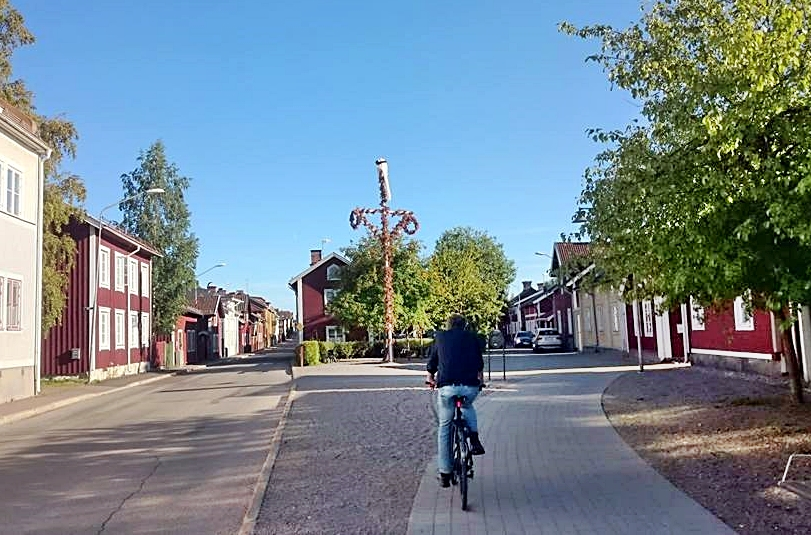
Gettorget, sommaren 2015.

Gettorget är ett torg i den gamla trästadsdelen Östanfors i Falun. Det förenar Kvarngatan med Åsgatan och har trekantig form. Där är det sedan 1700-talet tradition att resa en klädd majstång, "Maja", varje valborgsmässoafton.
Maja är en fruktbarhetsdocka som avbildas i toppen på en majstång, en tradition som firats länge på det så kallade Gettorget i Falun. Man tror att traditionen med Maja på Gettorget inleddes någon gång på 1700-talet, men man vet med säkerhet att seden var populär på 1800-talet.
Då vallade man getter till den gröna ytan mellan Hedgatan och Östanforsån. Det är av denna vallning som Gettorget fått sitt smeknamn.
Getvallningen förbjöds 1870.
Efter ett långt uppehåll återupplivades traditionen med Maja på Gettorget 1926.
De senaste åren har "Majan" arrangerats av Östanfors stadsdelsförening.
Gettorget kallas ibland för Bjurs (Bjursås) farstu, eftersom bönder från norra delen av länet kom in den vägen när de färdades mot Falun.
Källa: Falu kommun